# ديريك أندرسون
ديريك أندرسون (بالإنجليزية: Derek Anderson)‏ (و. 1983  م) هو لاعب كرة قدم أمريكية، من الولايات المتحدة، ولد في بورتلاند، أوريغون، يلعب كظهير ربعي.

## التعليم
تعلم في Scappoose High School ‏.

## روابط خارجية
- ديريك أندرسون على موقع إي إس بي إن.كوم (أن.أف.أل)3
- ديريك أندرسون على موقع مرجع كرة القدم المحترفة.كوم (الإنجليزية)